# 圣玛尔定堂 (根特)

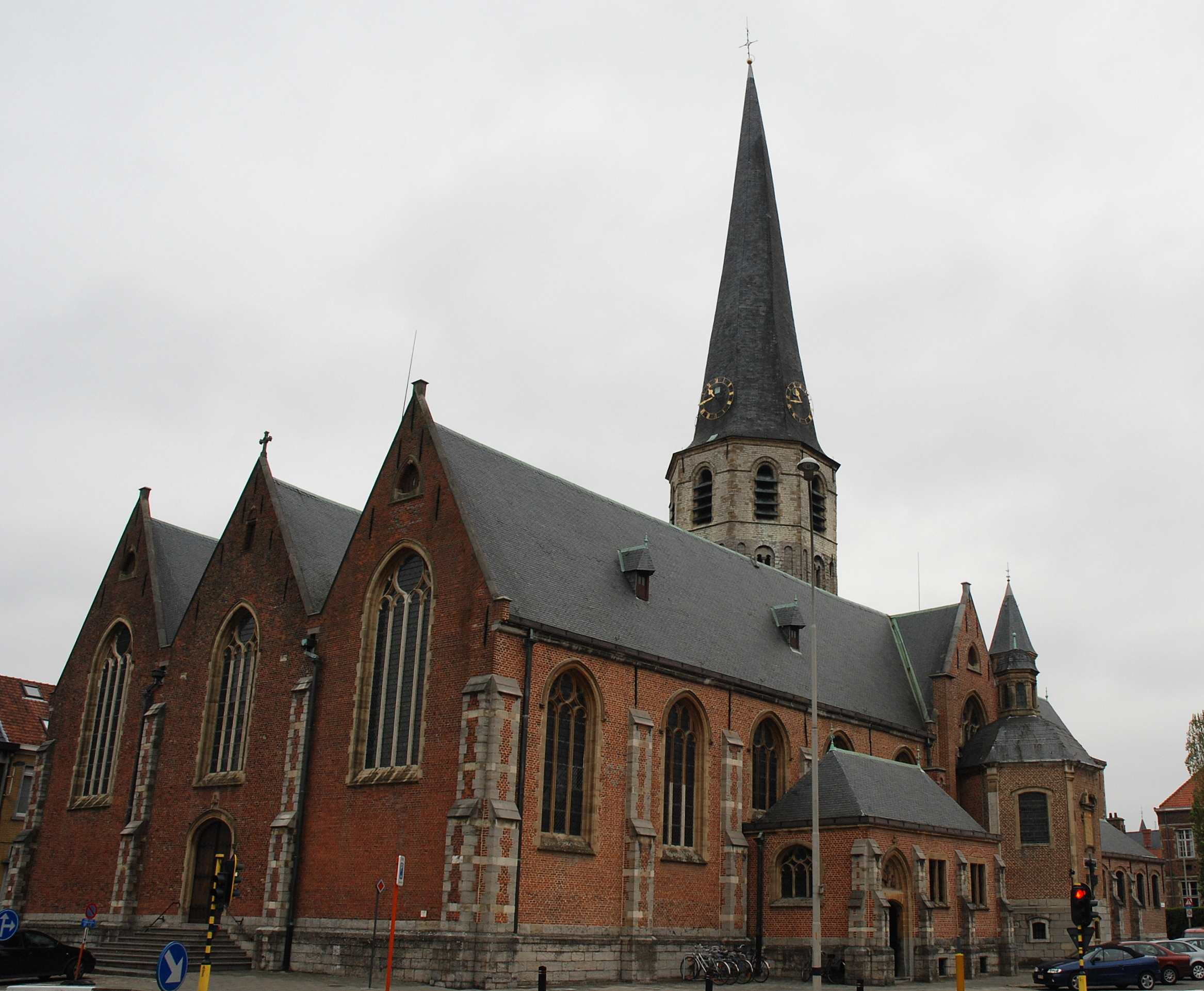

圣玛尔定堂（荷兰语：Sint-Martinuskerk）是一座教堂，位于比利时城市根特的埃克格姆区，是根特最古老的堂区教堂之一。她第一次见于记载是在971年。

## 历史
现在的教堂是一座哥特式建筑，而此前的罗马式建筑的遗迹可以在基座、转角和塔的下部找到。
这座教堂曾受到圣像破坏运动的影响，在1577年至1578年之间受到严重破坏。 17世纪重建。正祭台上装饰一幅加斯帕德·克雷尔的画作《基督的复活》。从1903年到1907年，根特的建筑师诺耶特·莫德·莫德·德·戴特修复了这座教堂。

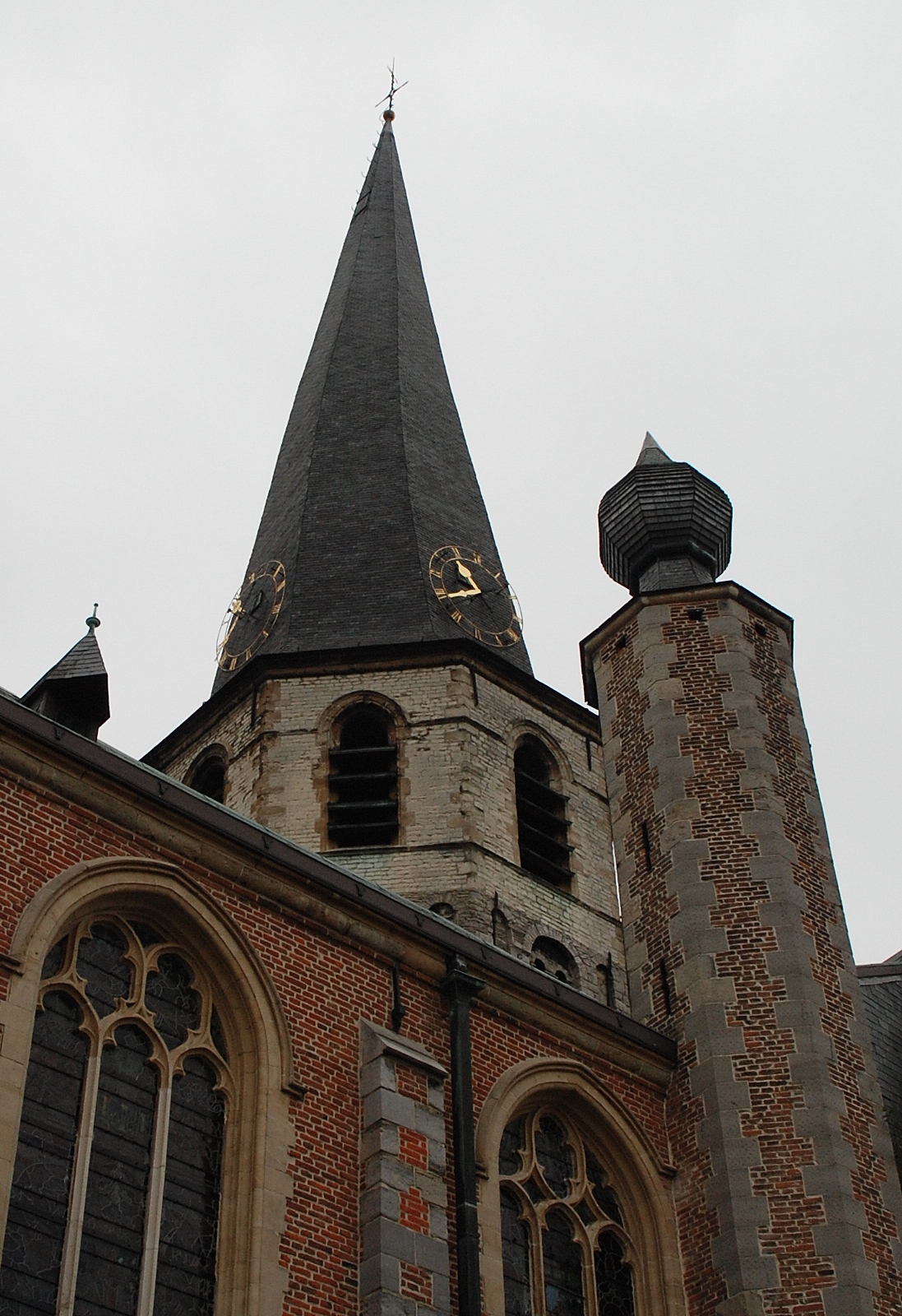
尖顶

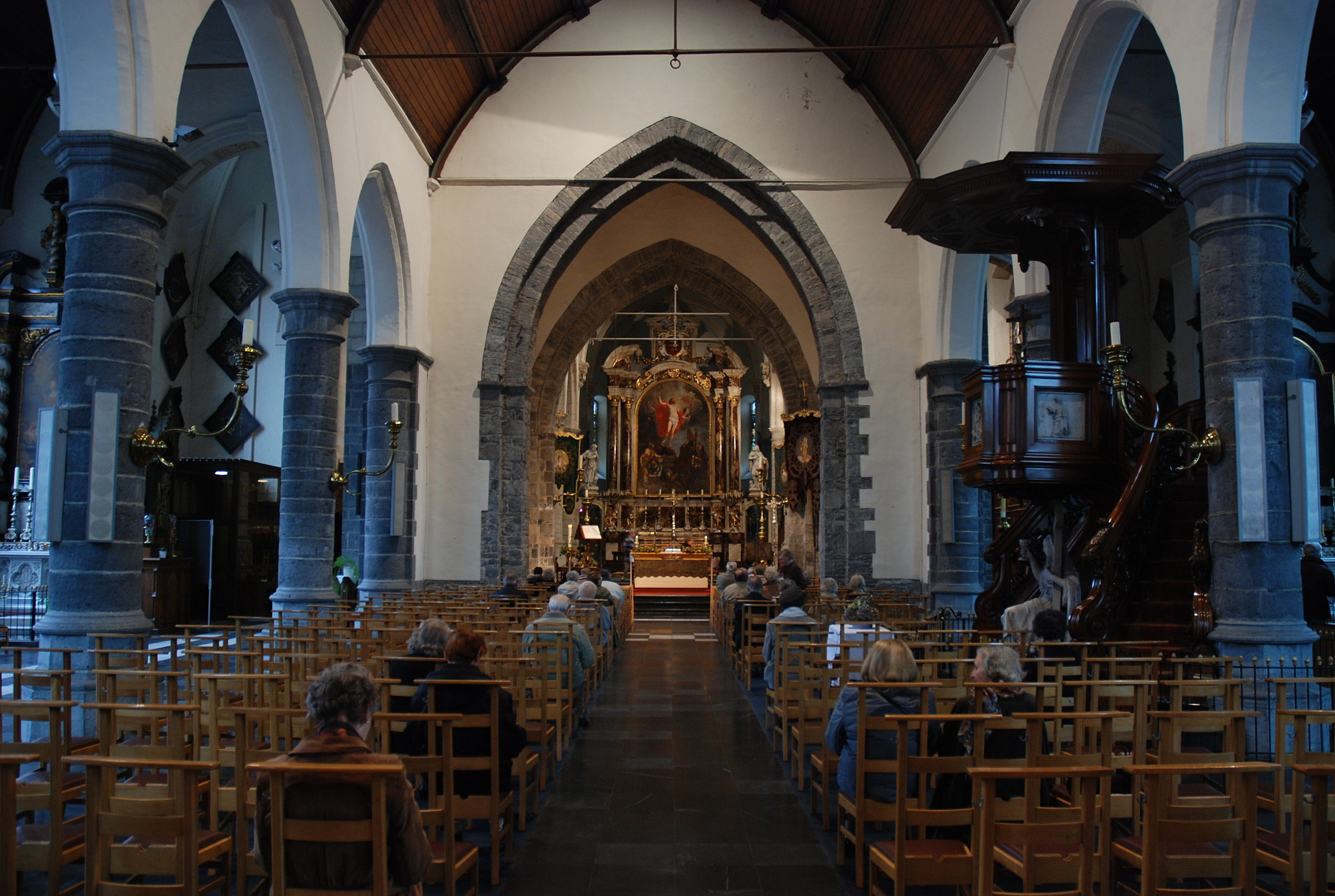
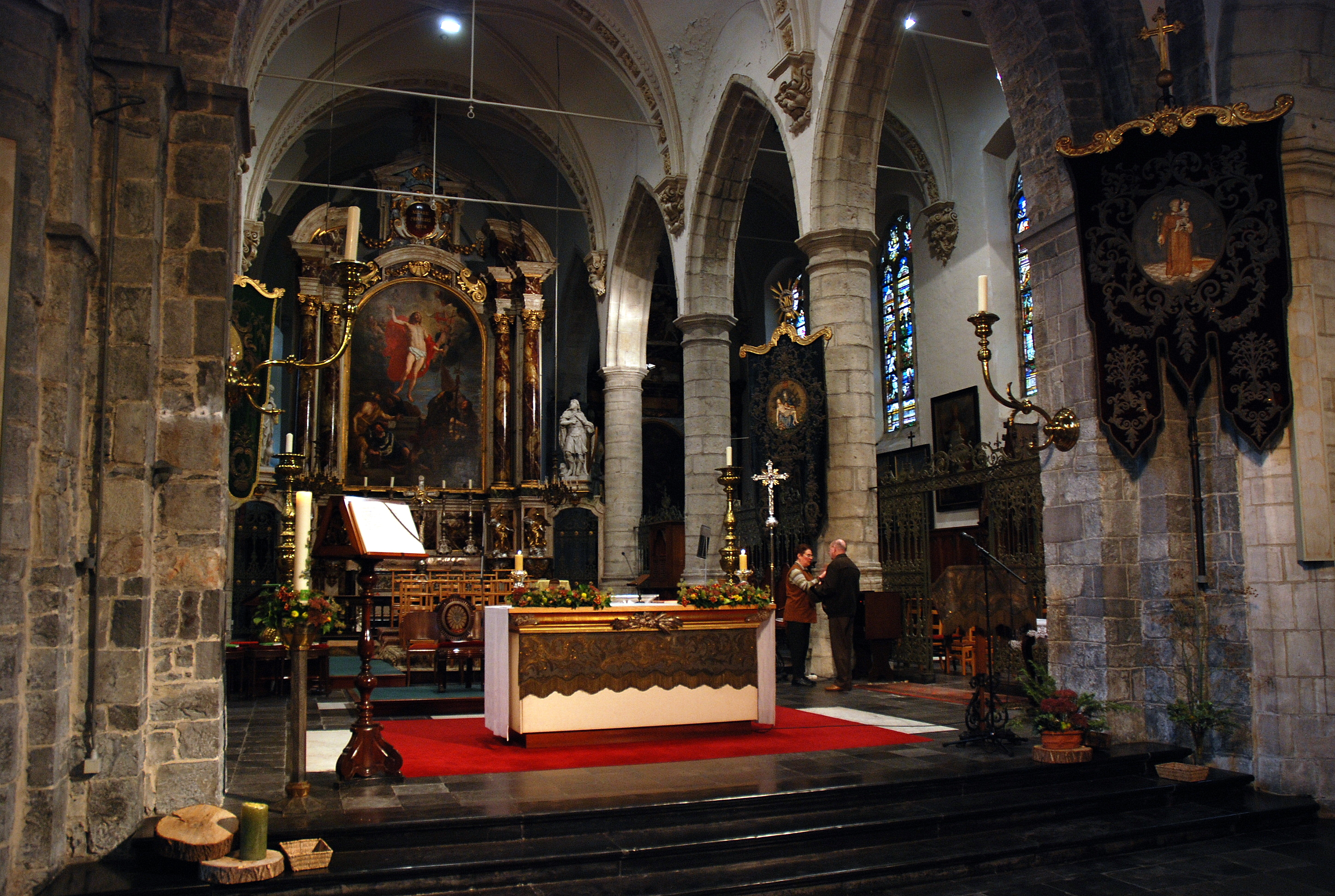
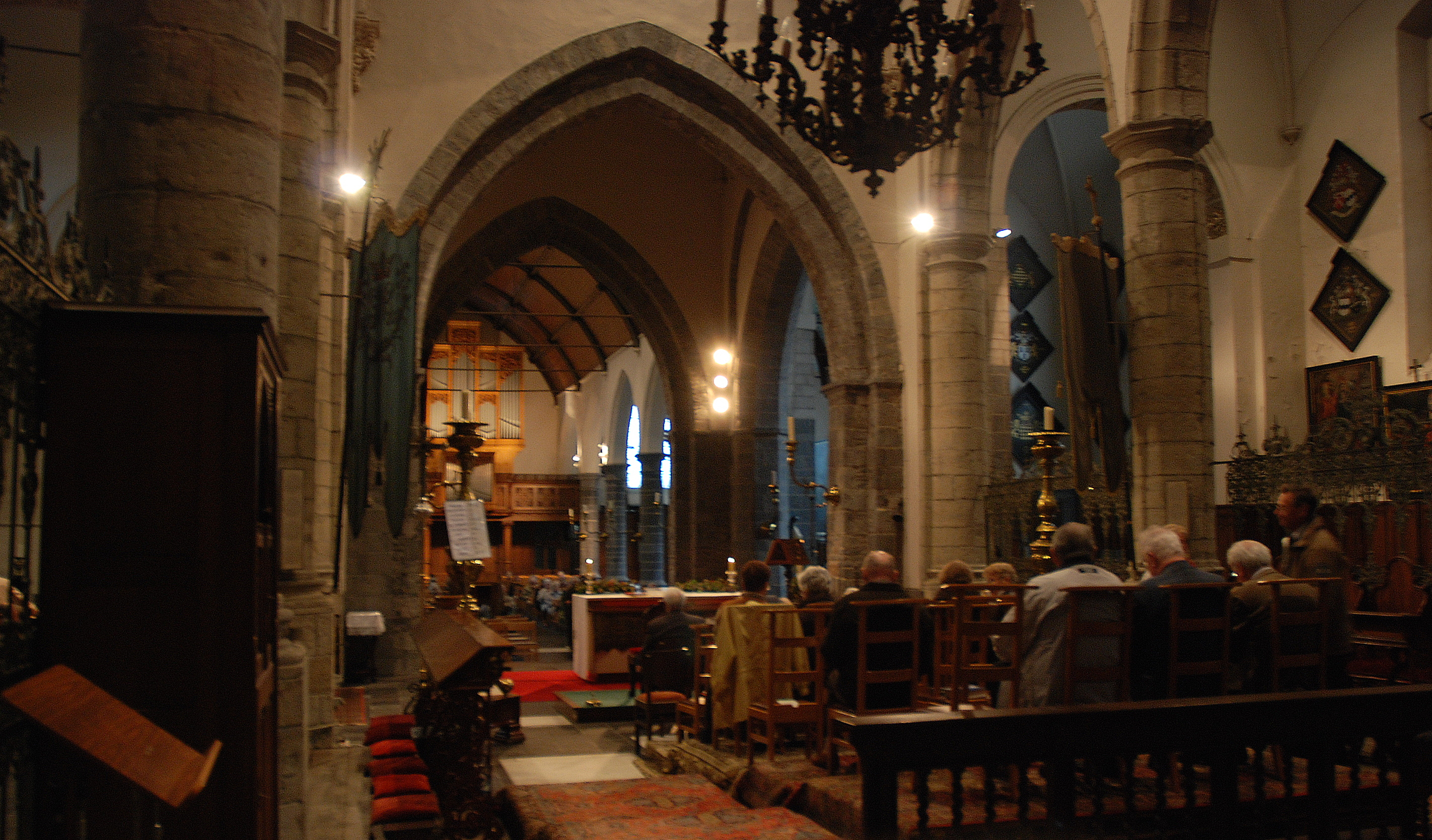
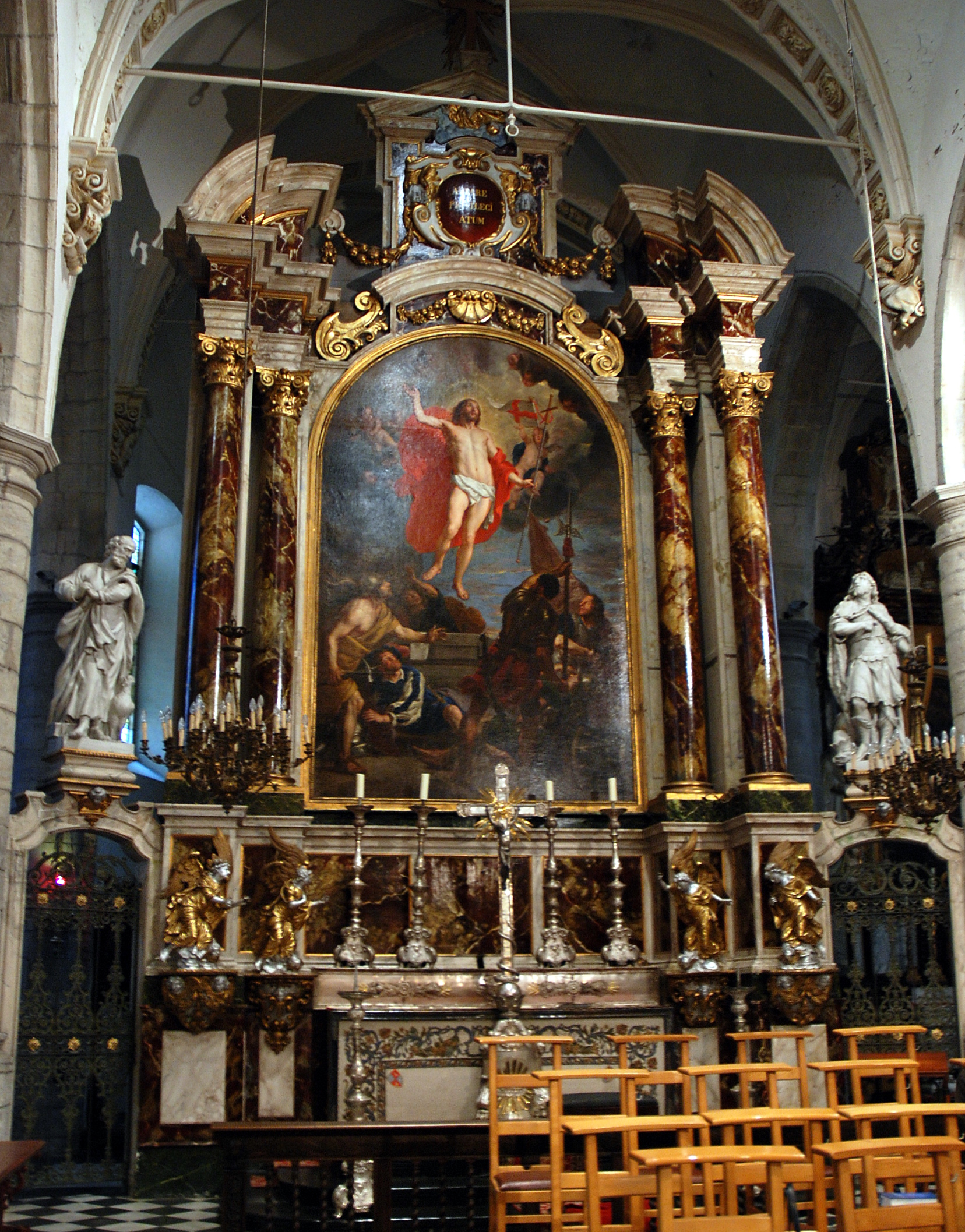